# Puma Swede
Mari Johanna Jussinniemi, född 13 september 1976 i Huddinge i Stockholms län, är en sverigefinsk porrskådespelare verksam under artistnamnet Puma Swede. Hon har sedan 2003 medverkat i över 700 filminspelningar och har mestadels varit verksam i USA. 2014 publicerades hennes självbiografi Mitt liv som porrstjärna.

## Biografi

### Bakgrund och tidig karriär
Jussiniemi är född i Huddinge/Stockholm, med föräldrar som invandrat från Finland. Under uppväxten i Tumba var hon hästintresserad och såg sig själv som allt annat än utåtriktad. I mitten av 1990-talet ägnade hon stor tid åt sin häst "Molle" och funderade på en framtid som djurskötare, medan hon på gymnasiet gick medieprogrammet.
Yrkeskarriären inom den pornografiska branschen inleddes i etapper, bland annat efter att hon vunnit en modelltävling och kommit i kontakt med den etablerade fotografen Bingo Rimér. Jussiniemi blev glamourmodell efter att som 23-åring ha tillfrågats i saken när hon festade vid Stureplan i Stockholm. Hon flyttade till Los Angeles 2004 och övergick året efter till arbete inom den pornografiska branschen på heltid.

### Pornografisk filmkarriär
Jussiniemi tog när hon började i porrbranschen artistnamnet Puma efter den bil hon körde, en Ford Puma. Puma Swede har därefter medverkat i mer än 700 filmer, för bolag som VNA (2003–2019), Brazzers (2006–2013), Bangbros (2006–2014), Pure Play (2006–2016), Naughty America (från 2006), Bang Productions (2007–2013), 21sextury Network (2010–2012), Evil Angel (2010–2015) och Pornstar Platinum (2013–2021). Under filmkarriären har hon delat scen med minst 169 olika kvinnliga och 95 olika manliga skådespelare. På senare år har hon även arbetat inom den växande branschgrenen erotiskt webbkameramodellande, bland annat på Onlyfans. Detta har även inneburit mindre verksamhet för produktionsbolag inom den reguljära porrfilmsbranschen.
Fram till 2025 har hennes videor på videoplattformen Pornhub visats cirka 45 miljoner gånger. På den konkurrerande plattformen XVideos har hennes filmer samtidigt visats 22 miljoner gånger. Hon har utöver detta över en miljon följare på olika sociala medier. 2009 nominerades hon till en AVN Award som årets "web starlet", och 2012 mottog hon en AVN-nominering för bästa gruppsexscen (för Rocki Whore Picture Show: A Hardcore Parody). 2015 nominerades hon till de båda publikpriserna "Hottest MILF" och sociala medier-stjärna.
Som många andra inom porrbranschen tar Jussiniemi även då och då uppdrag på strippklubbar. Ett sådant uppdrag 2016 ledde till stora rubriker, när det uppdagades att det svenska Kommunalarbetarförbundet använt medlemspengar till det aktuella evenemanget.

### Uppmärksamhet
Jussiniemi gav 2012 ut en självbiografi med titeln Mitt liv som porrstjärna. I boken beskrev hon bland annat det kulturella stigmat för kvinnor att njuta av sex och den populära men enligt henne långtifrån trovärdiga åsikten att kvinnliga porrskådespelare generellt sett är offer.
Jussiniemi/Swede håller en hög profil och intervjuas, som en av Sveriges få kända namn inom den pornografiska branschen, ofta i olika massmedier. Hon ses beskrivs som frispråkig och med distans till sin egen roll och till branschen. 2017 intervjuades hon av universitetsprofessorn Mariah Larsson under en studentafton i Lund, och ungefär samtidigt medverkade hon till startandet av en hamburgerrestaurang i Malmö. Hon har även intervjuats i ett antal poddar och radioprogram och medverkade 2022, som representant för skådespelarna inom porrbranschen, i produktionen av Utbildningsradions pedagogiska filmserie Allt om porr. Den idén, att medverka i ett utbildningsprogram som kan visas i skolor, bar hon på sedan tidigare.
2019 syntes Jussiniemi på Dplay med dokumentären Puma Swede – mitt liv som porrstjärna, med samma titel som hennes självbiografi i bokform. Samma år nämnde hon en möjlig framtid som sexrådgivare.

### Andra aktiviteter och privatliv
Jussiniemi har tidigare varit delägare i en strippklubb i Stockholm.
2009 gifte Jussiniemi sig med yrkeskollegan Keiran Lee. De två skilde sig senare.

## Galleri

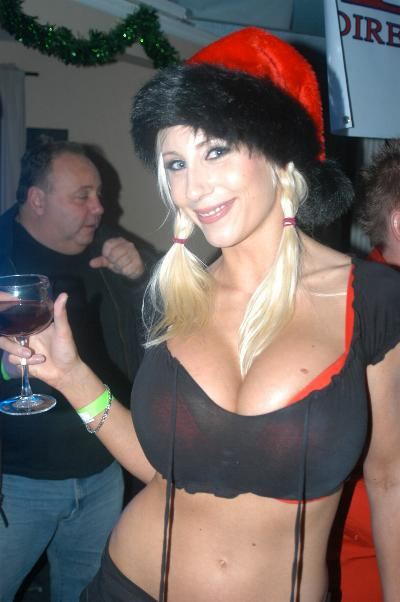
2005, på party hos agenturen LA Direct.
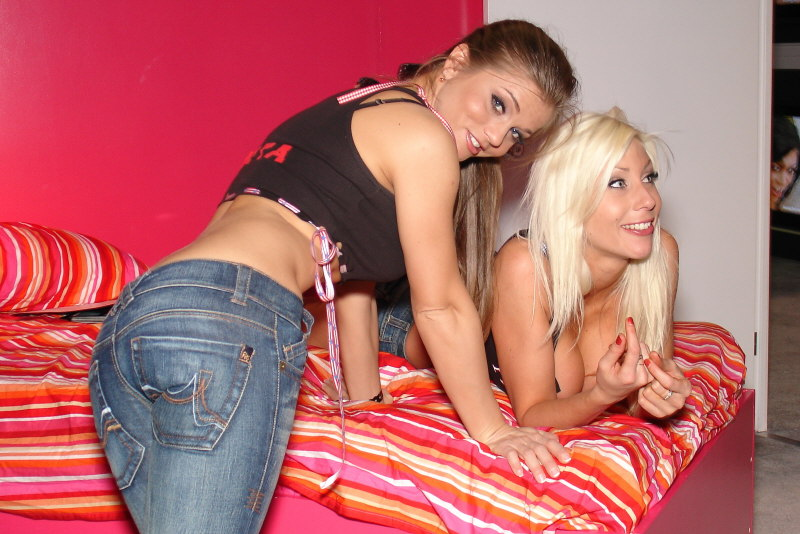
Rita Faltoyano och Puma Swede, 2007.
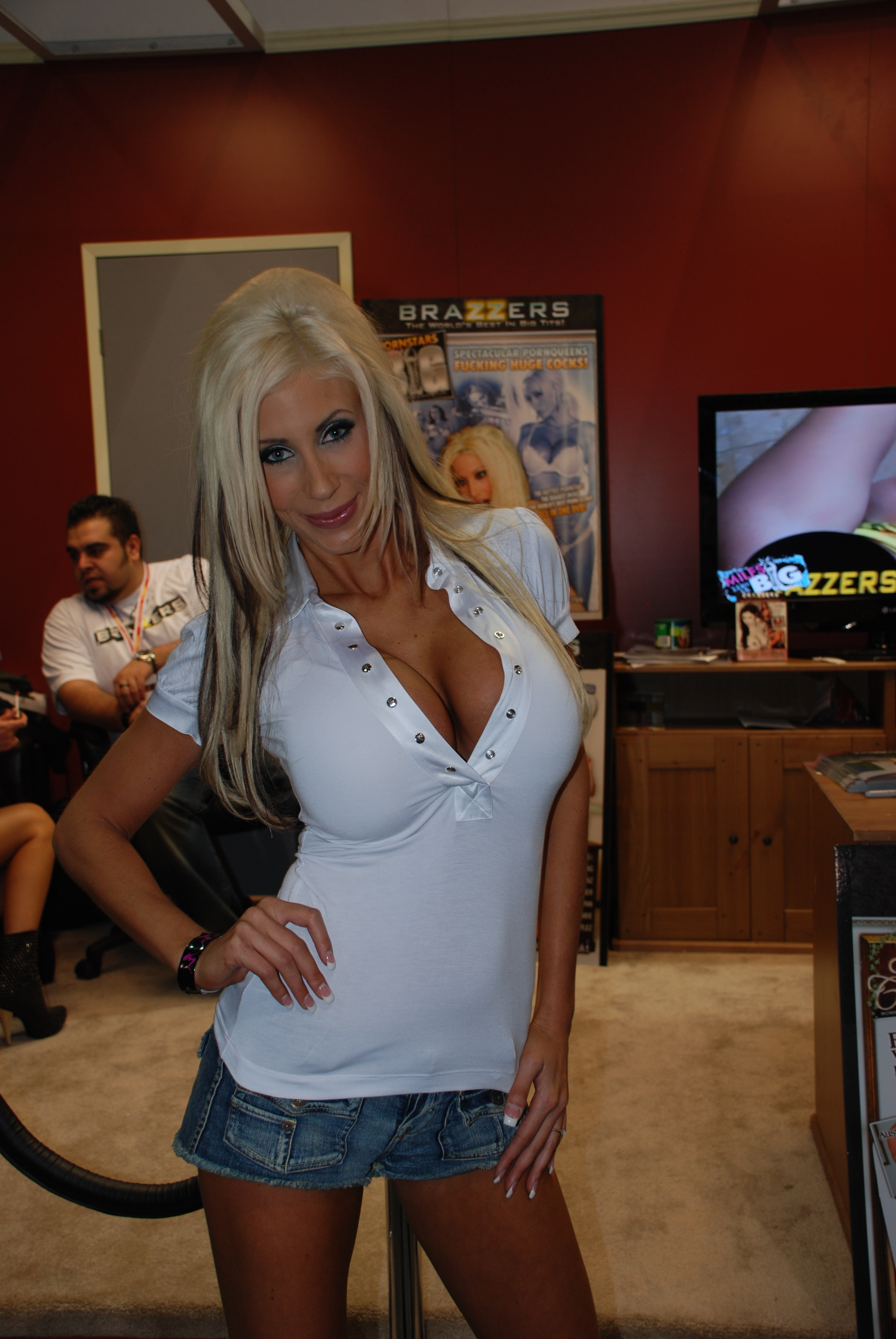
Puma Sweden på AEE, 2009.
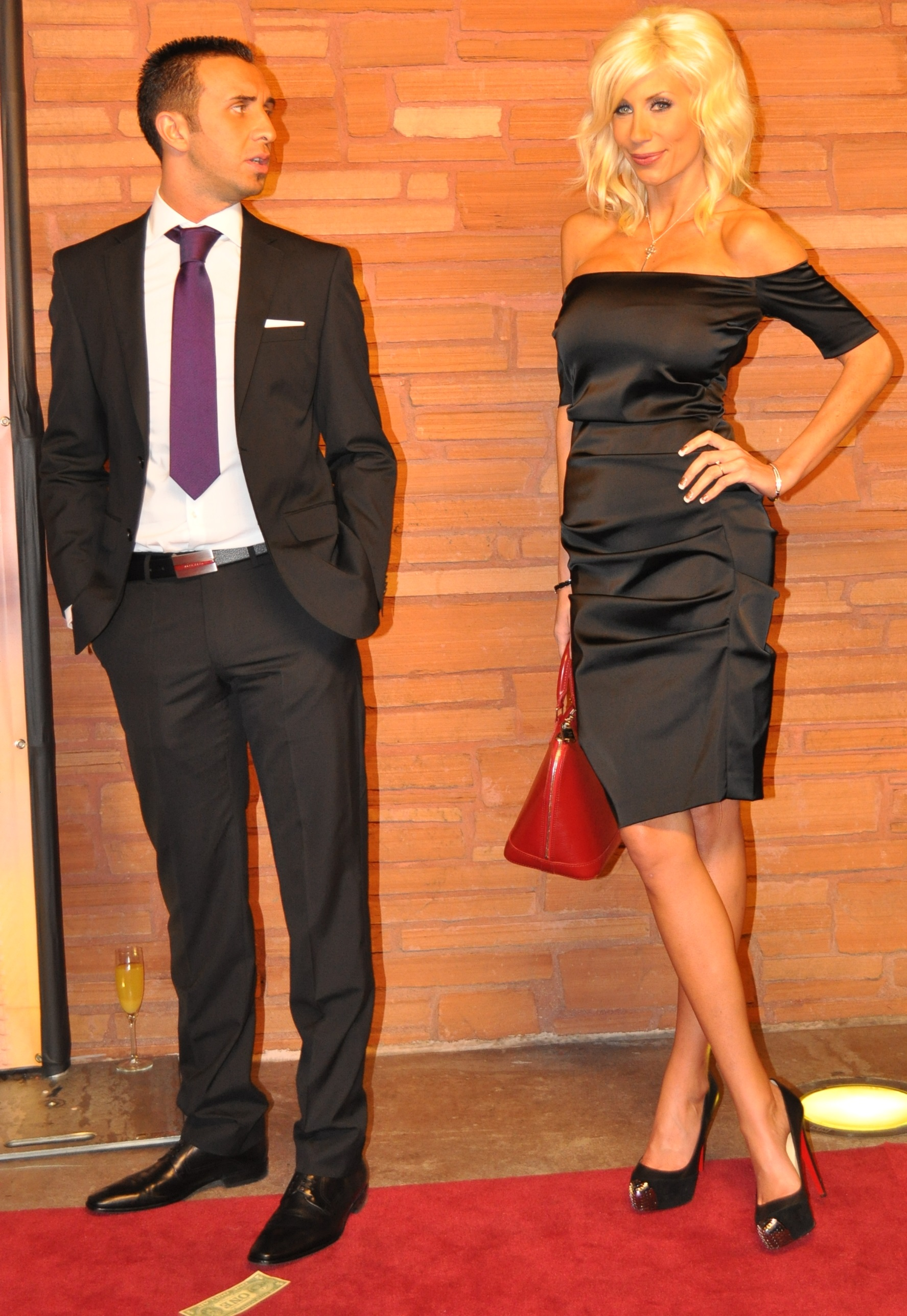
Jussineimi och dåvarande maken Keiran Lee, 2011.
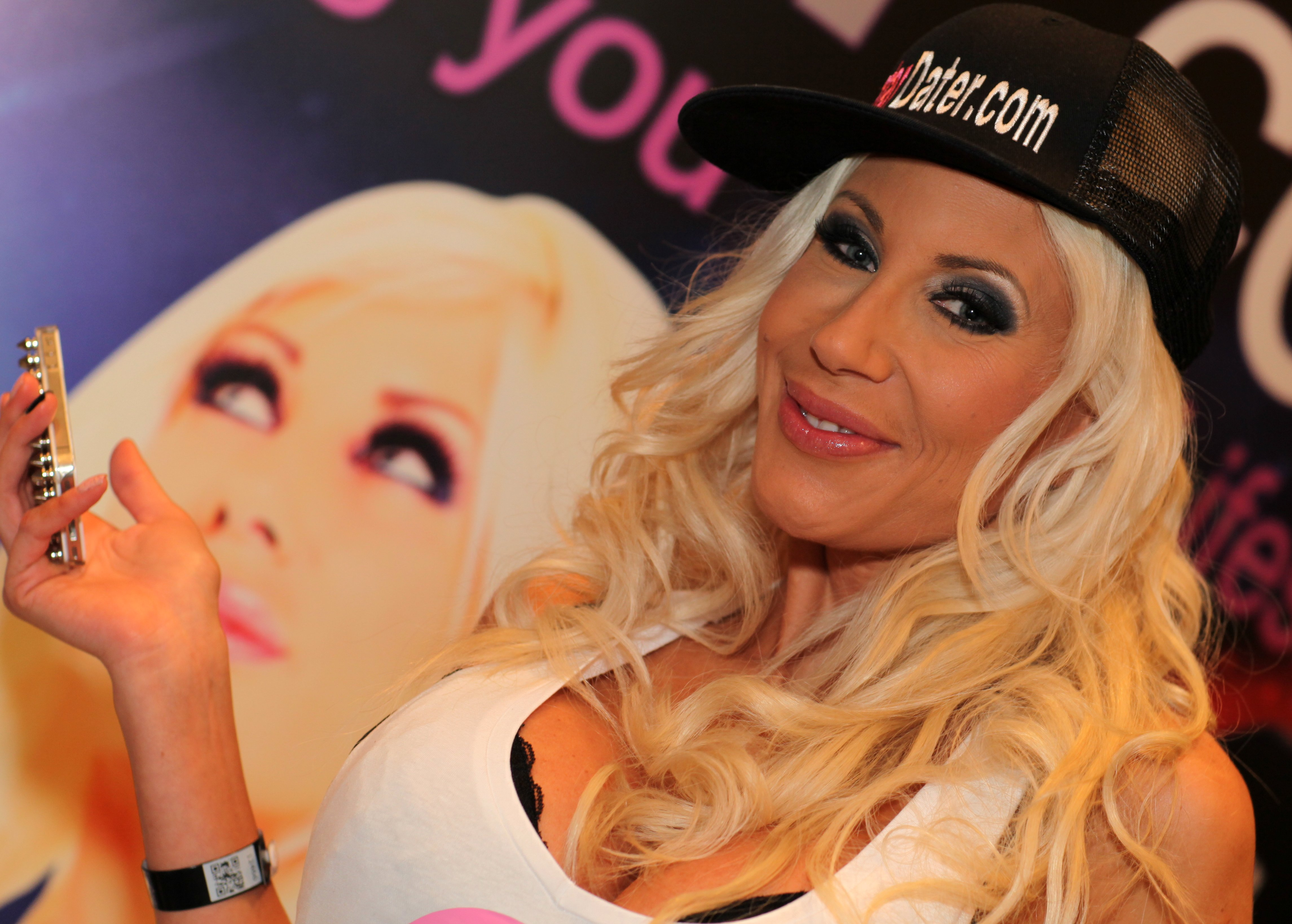
2013, på AEE i Las Vegas.